# Georg Wilhelm Steller
Georg Wilhelm Steller (10. března 1709, Windsheim – 12. listopadu 1746, Ťumeň) byl německý geograf, botanik, zoolog a cestovatel. Ve službách Ruské akademie věd v 18. století prozkoumal poloostrov Kamčatka a zahájil i výzkum Aljašky.

## Život
V roce 1737 se připojil ke druhé kamčatské expedici Vituse Beringa, jakožto její vědecký člen. V roce 1739 bádal v Jenisejsku, okolo Bajkalu a u mongolských hranic. V roce 1740 se výprava dostala do Ochotska a nakonec na Kamčatku. 4. června 1741 se část výpravy nalodila na loď Sv. Petr a vyplula přes Beringovu úžinu (jež tehdy ještě nenesla toto jméno) k americkým břehům. Po více než šesti týdnech Steller s několika členy posádky vystoupili na břeh Aljašky. Návrat na Kamčatku ovšem provázely potíže. Posádku oslabovaly kurděje a nedokázala udržet správný kurs. Loď v bouři ztroskotala v zátoce jednoho z Komodorských ostrovů. I zde ale Steller bádal. Zatímco námořníci ze zbytků poškozené lodě Sv. Petr stavěli menší loď, Steller sebral mnoho přírodnin a popsal tvora zvaného koroun bezzubý, nebo též Stellerova mořská kráva. Dnes je již vymřelý. Výprava nakonec na malé improvizované lodi 22. srpna 1742 šťastně doplula do Petropavlovsku. Steller na Kamčatce působil ještě dva další roky. Vytvořil geografický i přírodopisný atlas poloostrova. Během zpáteční cesty přes Sibiř však zemřel, ve městě Ťumeň. Jeho texty nechal poté vydat Stepan Petrovič Krašeninnikov.